# Знаменское (Багратионовский район)
Знаменское — посёлок в Багратионовском районе Калининградской области. Входит в состав Гвардейского сельского поселения.

## История
В 1946 году Кучиттен был переименован в поселок Знаменское.

## Население
| 2002 | 2010 |
| ---- | ---- |
| 114  | ↘112 |